# George Hepplewhite

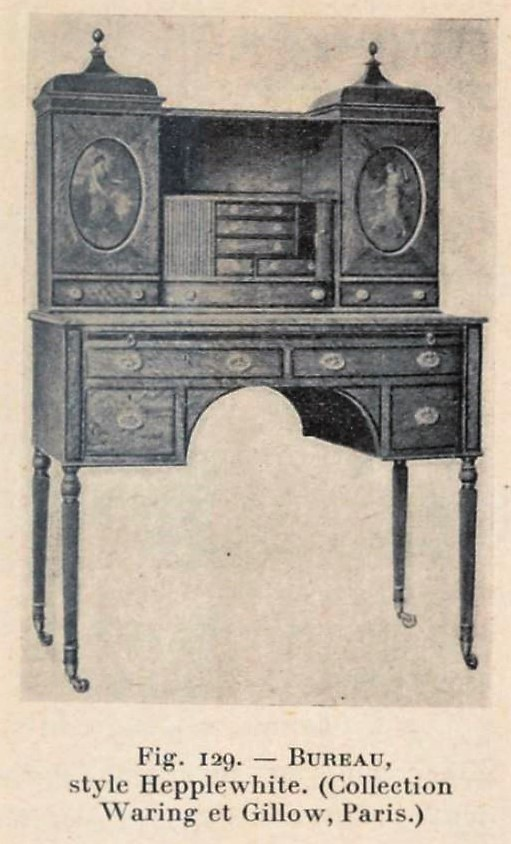
Bureau style Hepplewhite

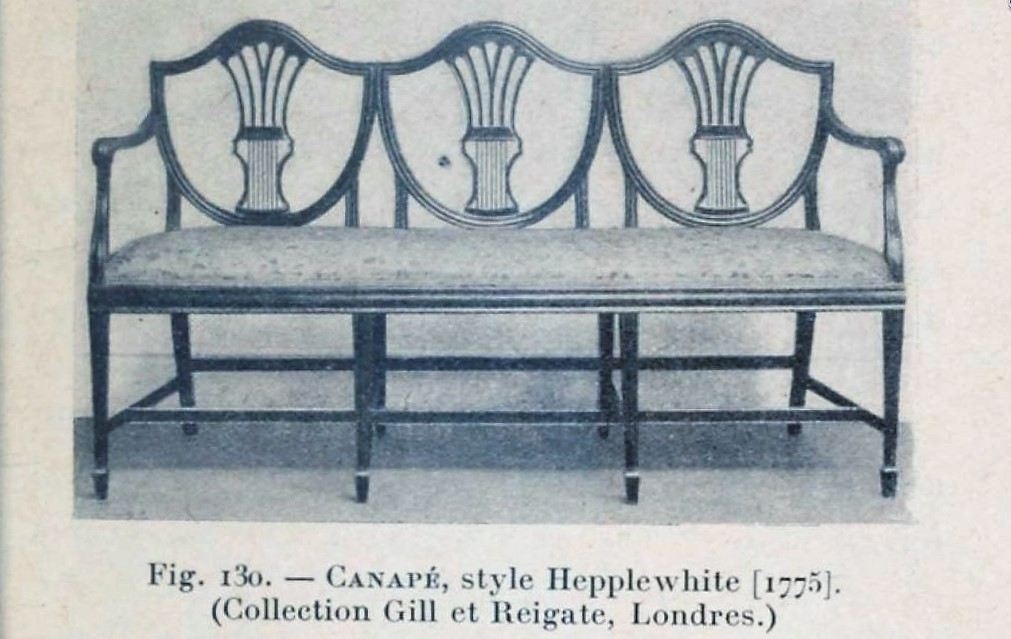
Canapé style Hepplewhite (1775)

George Hepplewhite, né à Ryton Tyre et Wear (Angleterre)  en 1727 et mort à Londres le 21 juin 1786, fut un ébéniste anglais, considéré comme l'un des principaux créateurs de meubles du 18e siècle avec Thomas Chippendale et Thomas Sheraton. Il a donné son nom à un style (période 1775-1800).

## Biographie
La vie de George Hepplewhite est très mal connue : c'est avec la parution, deux ans après sa mort, d'un livre de modèles contenant 300 gravures de sa main qu'il acquit une grande renommée. Cette publication du “Cabinet-Maker and Upholsterer's Guide”  fut faite à l'initiative de sa veuve, Alice, qui, par ailleurs, poursuivit l'activité de l'entreprise ; deux autres éditions furent publiées, en 1789 et en 1790.
Aucun meuble de sa main n'est connu et pourtant ce style anglais de la fin du 18e siècle porte son nom. Il donna naissance à une école.

## Caractéristiques des modèles de meubles dessinés par George Heppelwhite
Georges Heppelwhite diffusa le style de Robert Adam qui travaillait principalement pour l’aristocratie. Il popularisa la chaise à dossier découpé en écusson où figurent fréquemment trois plumes, emblème du prince de Galles.
D'après Herbert Ceschinski les meubles peuvent être regroupés en quatre catégories :    
- Les pièces qui sont dans la continuité de celles de Robert Adam,
- Celles inspirées du style Louis XV, avec des lignes courbes et des pieds cambrés,
- Celles inspirées du style Louis XVI avec des pieds tournés et souvent cannelés,
- Enfin les meubles à pieds fuselés, les plus originaux.

Nature et qualité des créations : Emile Bayard les présente ainsi “poudreuses, secrétaires, tables à jeux, guéridons, lits à colonnes, bureaux ressortissent à l'art délicat et sobre de Hepplewhite qui compte justement parmi les plus éloquents artistes anglais ; avec des meubles en citronnier décoré, en laque blanc et or, d'une élégance et d'une légèreté savoureuses".

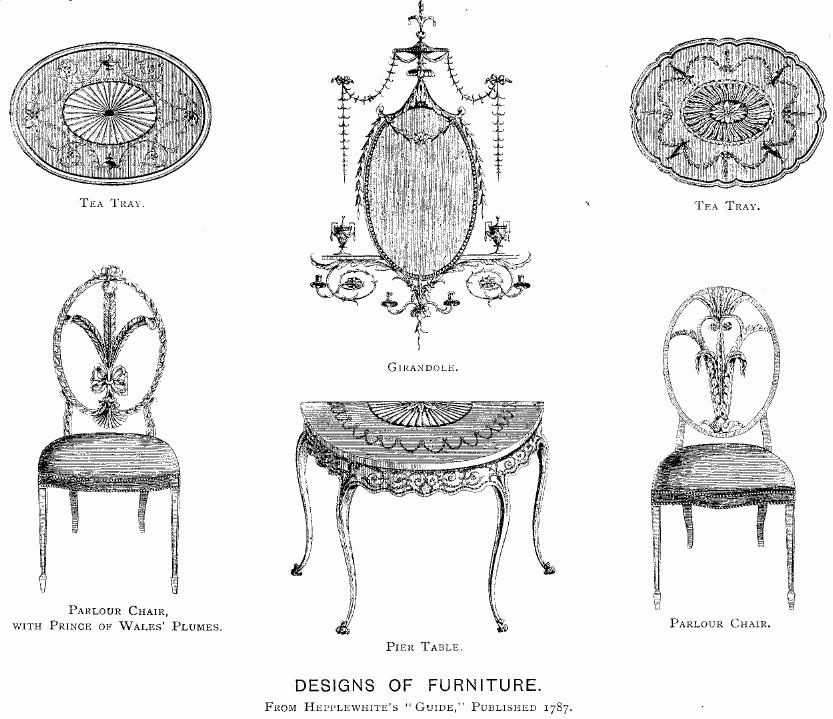
Divers dessins
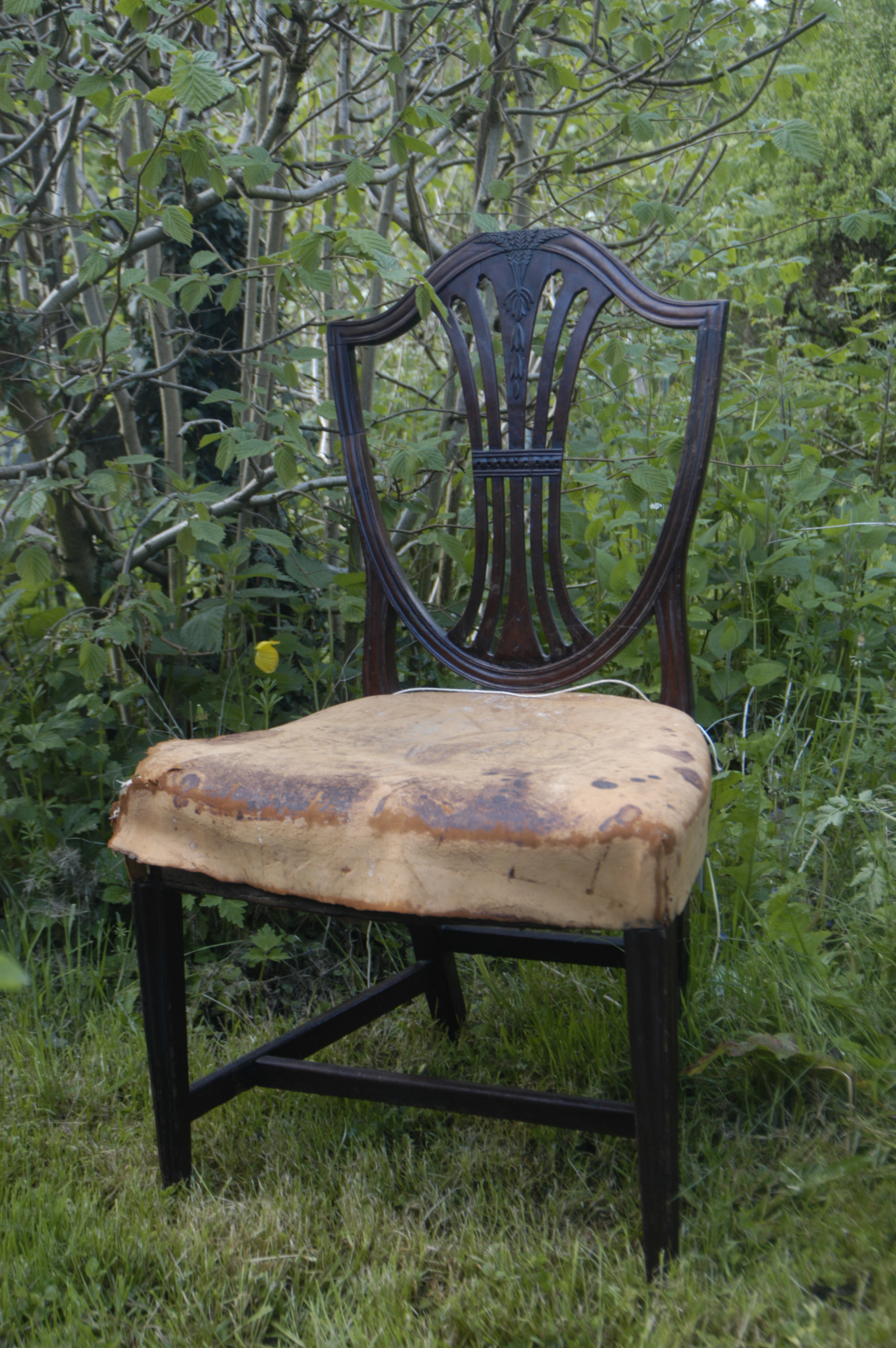
Siège à "country house"